# OneEleven
OneEleven是一棟位在芝加哥的摩天大樓，舊稱西偉基111號及水景中心（111 W. Wacker 及Waterview Tower），原計畫建設高度為319公尺（1,047英尺）。2012年後更改原設計方案，建築高度也降低為190公尺（630英尺），共59層，於2014年落成。

## 建設歷史
OneEleven舊稱水景中心（Waterview Tower），原計畫建設高度為319公尺（1,047英尺）。2008年5月，由於財務問題建設遭到閒置，儘管停車場以及酒店工程部分已經大致完工。直到2010年5月，債權人協會與留置權人克拉克.偉基有限公司（Clark Wacker LLC）接管計畫，並在2011年7月與Related Midwest地產公司組成合資公司後，才重新開始建設工程。2012年，新合資公司西偉基111號合夥有限公司（111 West Wacker Partners LLC）提出新建設計畫，將建築用途改為出租式豪華公寓，以符合目前房地產市場需求。因此，原酒店與分契式公寓計畫排除在新建設計畫外，同時增加506個出租空間，增加1樓零售商圈空間，以及設置439個停車空間。新建築設計由漢德建築公司主導，建築高度也降低為190公尺（630英尺），共59層。
其後西偉基111號亦改名為OneEleven。

## 地址
OneEleven位於偉基大道與拉薩勒街口及克拉克街口之間，在官方地址上仍註記為西偉基大道111號。

## 最初設計方案
水景中心最初設計為90層，高度319.1公尺，第2到11樓為停車場以及旅店用，在裙樓第29層頂部露臺設置空中花園為公共空間，第30層到第88層共有233間分契式公寓與閣樓式公寓。大樓原以混泥土建設，外牆使用玻璃、花崗岩、以及鋁材，試圖營造棱鏡景象。第29層空中花園面積約為740平方公尺（8,000平方英尺），使用植物與水元素美化景觀，並設置日光浴甲板，以及寵物休閒區。

## 外部連結
- Waterview Tower on Chicago Architecture Info（页面存档备份，存于）（英文）
- Official Website （页面存档备份，存于）（英文）